# Parafia Zesłania Ducha Świętego w Bęczkowicach
Parafia Zesłania Ducha Świętego w Bęczkowicach – parafia rzymskokatolicka, znajdująca się w archidiecezji częstochowskiej, w dekanacie Gorzkowice.